# مديرية يبعث

تعديل مصدري - تعديل

مديرية يبعث إحدى مديريات محافظة حضرموت في شرق اليمن. بلغ عدد سكانها 9862 نسمة عام 2004. مركزها بلدة يبعث.

موقع مديرية يبعث في محافظة حضرموت